# Вайнгарт, Милош
Милош Вайнгарт (чеш. Miloš Weingart; 21 ноября 1890, Прага, Австро-Венгрия — 12 декабря 1939, там же) — чехословацкий и чешский лингвист, славист, богемист, византист, литературовед, переводчик, журналист, редактор. Доктор философии (1913), член Чехословацкой Академии наук, словесности и искусств. Член Королевского чешского общества наук.

## Биография
В 1909—1913 годах на философском факультете Карлова университета в Праге изучал классическую и славянскую филологию и сравнительную лингвистику, в котором впоследствии работал доцентом (1919—1921) и профессором сравнительного славянского и старославянского языкознания (1927—1939).
В 1921—1927 годах — профессор, в 1925—1926 годах — ректор Братиславского университета, с 1922 года — секретарь Славянского института, одновременно в 1925—1927 годах — председатель славянского отдела Государственного института народной песни в Праге.
Автор научных работ по старославянскому языку, славянских языков и литературы. Развивал традиции своих учителей В. Ягича и Ф. Пастрнека, от которых перенял понимание славянской филологии как единой сферы исследования славянских языков и литератур с учётом вспомогательных научных дисциплин.
Был составителем и редактором учебников, научных сборников, посвящённых выдающимся представителям науки и культуры (Ф. Пастрнек, Я. Бидло, Й. Добровский, Т. Масарик и др.), печатался в чешских и словацких периодических изданиях «Byzantinoslavica», «Časopis pro moderní filologii», «Sborník FF UK v Bratislave», «Spisy filosofické fakulty University Komenského», «Ročenka Slovanského ústavu», «Revue des travaux scientifiques tchecoslovaques».
Сотрудничал с Пражским лингвистическим кружком, хотя его членом не был. Был соредактором учебного словаря чешского языка («Příruční slovník jazyka českého»). Собрал материал для словаря старославянского языка. Как учёный-славист исследовал и украинский язык. В 1920-х годах совершил диалектологическую экспедицию на Западную Украину. В 1924 году в соавторстве подготовил научный сборник «Carpatorussica», который из-за нехватки средств не вышел.
Похоронен на Ольшанском кладбище.

## Награды
- Орден «За гражданские заслуги» (Болгария)

## Избранные публикации
- O pravlasti slovanské // Časopis Českého Musea. 1915;
- Praslovanský vokalizmus. Рraha, 1919—1920;
- Staroslovanské časování. Praha, 1921;
- Byzantské kroniky v literatuře církevně-slovanské. Č. 1-2. Bratislava, 1922—1923;
- O jednotnosti Slovanstva // Nově Atheneum. 1922;
- Srovnávací mluvnice jazyků slovanských. Praha, 1923;
- Slovanská vzájemnost. Bratislava, 1926;
- Manuálník Grigorija Kujbědy // Sborník filosofické fakulty University Komenského. Bratislava, 1926;
- Slovanská filologie na Karlové universitě v letech 1918—1929. Praha, 1929;
- Slovanskéstati. Praha, 1932;
- Masarykovo slovanství a slovanská filologie // Časopis pro moderní filologii. 1935—1936;
- Rukověťjazyka staroslovanského. Č. 1-2. Praha, 1937—1938;
- Nejstarší slovanskí legenda o svatém Václavovi. Praha, 1940.